# Фріц Допфер
Фріц Допфер (24 серпня 1987 , Інсбрук ) — колишній німецький гірськолижник, що спеціалізувався на технічних дисциплінах гігантського слалому та слалому. Учасник зимових Олімпійських ігор 2014 і 2018.

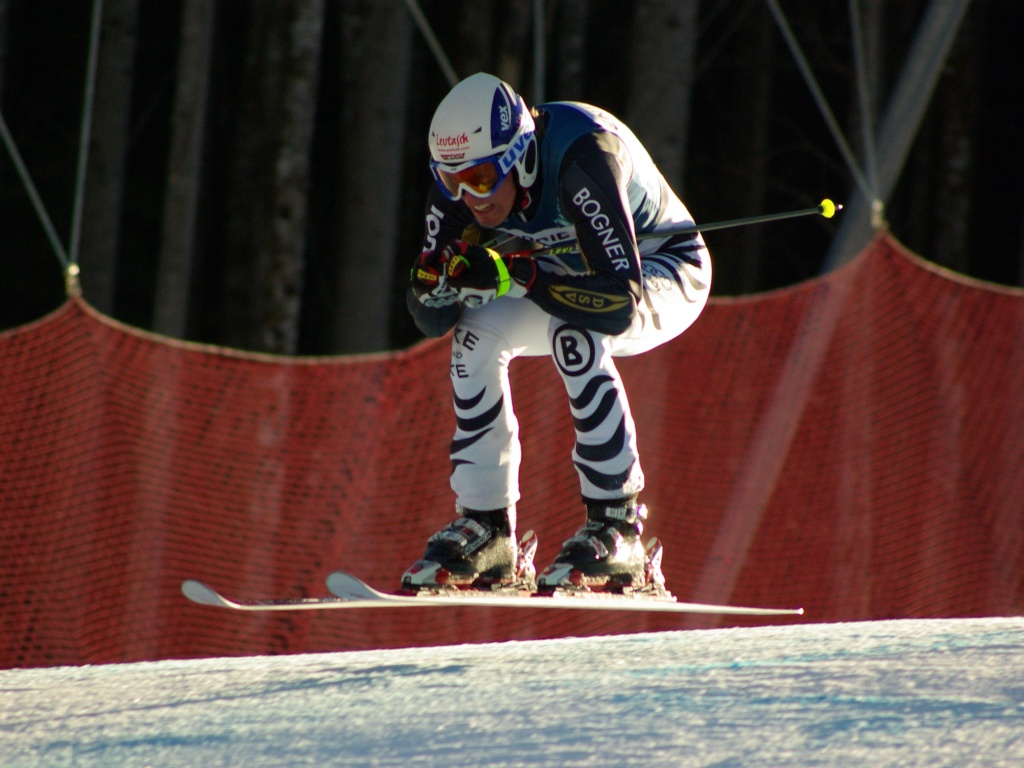
Допфер у січні 2008 року

## Результати в Кубку світу
Усі результати наведено за даними Міжнародної федерації лижного спорту.

### Підсумкові місця в Кубку світу за роками
| Сезон | Вік | Загальний залік | Слалом | Гігантський слалом | Супергігант | Швидкісний спуск | Гірськолижна комбінація |
| ----- | --- | --------------- | ------ | ------------------ | ----------- | ---------------- | ----------------------- |
| 2010  | 22  | 122             | —      | 38                 | —           | —                | —                       |
| 2011  | 23  | 70              | 30     | 30                 | —           | —                | —                       |
| 2012  | 24  | 20              | 8      | 7                  | —           | —                | —                       |
| 2013  | 25  | 11              | 7      | 9                  | —           | —                | —                       |
| 2014  | 26  | 11              | 7      | 7                  | —           | —                | —                       |
| 2015  | 27  | 5               | 5      | 4                  | —           | —                | —                       |
| 2016  | 28  | 17              | 7      | 21                 | —           | —                | —                       |
| 2017  | 29  | 102             | 37     | 54                 | —           | —                | —                       |
| 2018  | 30  | 48              | 23     | 32                 | —           | —                | —                       |
| 2019  | 31  | 113             | 56     | 39                 | —           | —                | —                       |
| 2020  | 32  | 143             | 53     | —                  | —           | —                | —                       |

### П'єдестали в окремих заїздах
- 9 п'єдесталів – (5 СЛ, 4 ГС)

| Сезон | Дата            | Місце проведення              | Дисципліна         | Місце |
| ----- | --------------- | ----------------------------- | ------------------ | ----- |
| 2012  | 4 грудня 2011   | Бівер Крік (США)              | Гігантський слалом | 3-тє  |
| 2012  | 15 січня 2012   | Венґен (Швейцарія)            | Слалом             | 3-тє  |
| 2013  | 12 січня 2013   | Адельбоден (Швейцарія)        | Гігантський слалом | 2-ге  |
| 2014  | 9 березня 2014  | Кранська Гора (Словенія)      | Слалом             | 2-ге  |
| 2015  | 26 жовтня 2014  | Зельден (Австрія)             | Гігантський слалом | 2-ге  |
| 2015  | 22 грудня 2014  | Мадонна-ді-Кампільйо (Італія) | Слалом             | 2-ге  |
| 2015  | 11 січня 2015   | Адельбоден (Швейцарія)        | Слалом             | 2-ге  |
| 2015  | 21 березня 2015 | Мерібель (Франція)            | Гігантський слалом | 2-ге  |
| 2016  | 24 січня 2016   | Кіцбюель (Австрія)            | Слалом             | 3-тє  |

## Результати на чемпіонатах світу
Усі результати наведено за даними Міжнародної федерації лижного спорту.
| Рік  | Вік | Слалом | Гігантський слалом | Супергігант | Швидкісний спуск | Гірськолижна комбінація |
| ---- | --- | ------ | ------------------ | ----------- | ---------------- | ----------------------- |
| 2011 | 23  | 21     | 15                 | —           | —                | —                       |
| 2013 | 25  | 7      | 7                  | —           | —                | —                       |
| 2015 | 27  | 2      | 15                 | —           | —                | —                       |

## Результати на Олімпійських іграх
Усі результати наведено за даними Міжнародної федерації лижного спорту.
| Рік  | Вік | Слалом | Гігантський слалом | Супергігант | Швидкісний спуск | Гірськолижна комбінація | Командні змагання |
| ---- | --- | ------ | ------------------ | ----------- | ---------------- | ----------------------- | ----------------- |
| 2014 | 26  | 4      | 12                 | —           | —                | —                       |                   |
| 2018 | 30  | 20     | 26                 | —           | —                | —                       | 5                 |